# Музика Хрватске
Музика Хрватске, као и поделе саме земље, има два велика утицаја: средњоевропски, присутан у централним и северним деловима земље укључујући Славонију, и медитерански, присутан у Далмацији и Истри.
У Хрватској су популарни поп и рок, као и поп музика под утицајем далматинских или славонских елемената.
Од средине 20. века, музика инспирисана шлагером и шансоном чини окосницу хрватске популарне музике.

## Историја музике у Хрватској

### Средњи век
Најстарији сачувани реликти музичке културе у Хрватској сакралне су природе и представљени латинским средњовековним литургијским рукописима (данас је сачувано око стотину нотних кодекса и фрагмената од 11. до 15. века). Они откривају богатство различитих утицаја и литургијских традиција које су се спајале на овим просторима (далматинска литургија беневентским писмом, северно грегоријанско појање и оригинално глагољашко појање).

### Ренесанса и барок
Почетком 15. века идеје хуманизма у Хрватској донеле су промене у свету музике. Интересовање за музику почело је да се шири ван манастирских и црквених зидина уз све већи утицај нових духовних тенденција из средњоевропских и посебно италијанских градова. Хуманисти и филозофи су пропагирали нове музичке теорије и естетске идеје: Федерик Грисогоно, Павао Скалић, Фране Петрић. Записивање народне и забавне музике почело је средином шеснаестог века: у песми Пецање и рибарски разговор из 1558. Петар Хекторовић је неоплатонске идеале усадио у популарну музику; а преписи хрватског музичког фолклора штампани су у венецијанским антологијама (Ђулио Чезаре Барбета 1569, Марко Фацоли 1588). Шибенчанин Јулије Скјаветић објавио је своје мадригале док се његове Motetti a cinque et a sei voci, (1564) одликују раскошном полифоном структуром под утицајем холандске школе. Музика и игра били су саставни део позоришног израза (Мавро Ветрановић, Никола Наљешковић, Марин Држић, Марин Бенетовић), док је функција музике и звучних ефеката била под утицајем италијанске пасторале.
Најистакнутији хрватски композитори овог периода су Иван Лукачић, Винко Јелић и Атаназије Јурјевић.
Нове тенденције ранобарокне монодије убрзо су нашле пут у домаћој музичкој традицији, како сакралној, тако и световној. Томазо Чекини из Вероне, који је цео свој радни век (1603–44) провео као хоровођа, оргуљаш и композитор у Сплиту и Хвару, објавио је своје мадригале Armonici concetti, libro primo (1612) као најстарију барокну збирку писану за хрватску средину. Збирка Шибенчанина Ивана Лукачића драгоцено је сведочанство сакралне музике која се изводила у Сплиту, и опћенито говорећи, један од најзначајнијих споменика старе хрватске музике у целини. Фрањевци и павлисти су гајили сакралне напеве, углавном једногласне и без оргуљашке пратње (рукописне песме Фране Дивнића, Боне Размиловића, Филипа Влаховића-Капушварца, Фрање Вуковарца и Петра Кнежевића). Такође, вреди поменути и Рагусино Винћенцо Комнен, једини представник музике дубровачког племства.
Традиција барока била је трајнија у црквено-сакралној музици, која је била музичка форма која се систематски неговала у бројним самостанима (посебно фрањевачким), као и у жупним и катедралним црквама. Чување музичких рукописа и графика постало је широко распрострањена пракса средином 18. века. Једноставна вокално-инструментална музика за два гласа са оргуљашким континуом била је форма која се најчешће изводила у црквама; истакнутији појединци активни у сфери музике могли су се наћи само у већим урбаним центрима. Углавном су то били оргуљаши и маестри ди капелла, вешти композитори који су имали мале вокалне и/или инструменталне саставе и који су често радили као наставници музике (приватним или у црквеним школама). Постепени развој средње класе имао је за једну од последица и одговарајућу секуларну организацију музичког живота, посебно у првим деценијама 19. века, у периоду у коме се оснивају музички састави, музичка друштва (1827. у Загребу, затим у Вараждин, Ријека, Осијек итд.) и музичке школе.
Поред тога, организовани су и јавни балови и друге манифестације (музичке академије, позоришне представе) уз учешће домаћих и страних музичара (из Италије, Аустрије, Чешке итд.) укључујући приватну колекцију музичког материјала за музичко пуштање код куће. Музика је постала саставни део разних свечаности, попут доласка значајних политичких личности (новог гувернера или хабзбуршког краља Фрање И, итд.), празника заштитника (Св. Влахо у Дубровнику, Св. Дујма у Сплиту, Св. Стефана у Хвару и Загребу итд.), за које је посебно компонована тзв. уметничка музика, уз уношење популарних елемената (буржоаски плесови, народна музика сељаштва).

### Романтизам
У Дубровнику су радили многи италијански и домаћи музичари: у катедралном хору и оркестру, у Кнежевом оркестру, на приватним и јавним свечаностима. Одличан рани пример преткласичне симфоније и камерне музике дали су Лука Соркочевић, племић школован у Риму, као и његов син Антун, историчар и дипломата. Фердо Ливадић (1799–1879) је још 1822. написао Нотурно у ф-молу за клавир, што је, уз истоимене композиције Џона Филда, један од најранијих примера те врсте клавирских минијатура уопште.
Током 1830-их, као одраз таквих тенденција у Европи, у Хрватској се јавља Илирски покрет који не само књижевности већ и музици даје посебну друштвено-политичку улогу: формирање и чување националне свијести, укључујући и борбу. против мађаризације и германизације . Према томе, Јосип Руњанин (1821–1878) је 1846. године углазбио песму Антуна Михановића „Хорватска домовина“ из 1835. године, која је касније постала хрватска химна. У таквом окружењу Ватрослав Лисински (1819–1854) компоновао је прву хрватску националну оперу Љубав и злоба, која је премијерно изведена у Загребу 1846.
С обзиром на присуство народне музике, тежње Илира далеко су превазилазиле постигнуте резултате, што се наставља иу делу Ивана Зајца (1832–1914) у другој половини века. Његово ремек-дело, опера Никола Шубић Зрињски, од премијере у Загребу 1876. године, није изгубило на популарности, делом и због тога што њено херојско домољубље функционише као симбол хрватске победе. Коначно, захваљујући оснивачу хрватске етномузикологије и музичке историографије Фрањи Кухачу (1834–1911), систематско истраживање фолклора развијало се истовремено са Зајчевим настојањима. На крају треба додати да су у Зајчево и Кухачево доба изграђене веће дворане за музичке приредбе и концерте: у Загребу зграда Хрватског глазбеног завода (1876, 1895) с концертном двораном и зграда ХНК ( 1895), укључујући позоришне зграде у Ријеци (1885), Сплиту (1893) и Осијеку (1907) где се, уз ХНК у Загребу, и данас играју драмске, оперске и балетске представе.
Током 19. века и други инструменталисти и певачи добијали су међународно признање, на пример, виолиниста Фрањо Крежма (1862–1881), певачи, међу којима Илма Мурска (1834–1889), Матилда Малингер (1847–1920), Милка Трнина (1863–1941) и Јосип Кашман (1850–1925), први хрватски певач који је наступио у њујоршкој Метрополитен опери.

## Народна музика

### Ганга
Ганга је врста певања коју карактерише усамљени певач који пева један ред стихова, а затим се други придружују за оно што се најбоље може описати као нарицање. То је веома страствен облик певања, што је један од разлога зашто је популарност ограничена на мале градове. Иако је ријеч о јединственом и аутохтоном облику пјевања Хрвата, ова музика се ријетко може чути у хрватском етеру. Међутим, неколико популарних хрватских музичара је у свој рад уградило и неке ганге.
Тек недавно је ганга почела да се бави политичким темама, често усвајајући отворено националистичке призвуке. Иако и мушкарци и жене редовно изводе гангу, крајње је необично да заједно изводе песме. Уопште није необично да и католички и муслимански мушкарци заједно изводе гангу.

### Клапа
Клапска музика је облик а капела певања који се први пут појавио у приморској Хрватској средином 19. века. Реч клапа је настала од речи на италијанском сленгу која се говорила у Трсту у то време. Односи се на „групу људи“, а стил певања вуче корене из литургијског црквеног певања. Мотиви, генерално, славе љубав, вино (грожђе), земљу (домовину) и море. Главни елементи музике су хармонија и мелодија, при чему је ритам веома ретко важан.
Клапску групу чине први тенор, други тенор, баритон и бас. Могуће је удвостручити све гласове осим првог тенора. Иако је клапска музика а цаппелла, повремено је могуће додати нежну гитару и мандолину.
Клапско пјевање постаје све популарније у приморској Хрватској. Многи млади из Далмације чувају клапу и редовно је певају када излазе на јело/пиће. Ова музика је стекла популарност међу маинстреам публиком у приморским крајевима Хрватске, а новије клапе које су формирале млађе генерације спајају клапски вокал са другим музичким стиловима, као што су метал обраде клапе Либар „Пусти да ти леут свира“  и поп/ клапска песма "Како ћу јој рећ' да варин" клапе ДВД-а Жрновница Св. Флоријан, који је победио на Сплитском фестивалу песме 2010. године.

### Тамбурица
Тамбурица је облик народне музике који укључује ове и сродне гудачке инструменте. Постао је све популарнији 1800-их и почели су да се формирају мали бендови, паралелно са сличним развојем у Русији, Италији и Украјини.
Главне теме тамбурашких песама су заједничке теме љубави и срећног сеоског живота. Тамбурашка музика се првенствено везује за северни, панонски део земље. Понекад се каже да је први секстет тамбураша формирао Пајо Коларић из Осијека 1847. године. Године 1971. формиран је један од најпознатијих и најдуговјечнијих тамбурашких састава Славонски бећари на челу са легендом тамбурашке музике Антуном Николићем Туцом.
Традиционални тамбурашки састави су и даље уобичајени, али се у последњих неколико деценија формирало више професионалних група. Међу њима су Златни дукати и Екс Панонија, прве такве групе, Зденац, Славонске Лоле, Берде бенд и модернизоване Газде под утицајем рокенрола.
Стил тамбурашке музике која се најчешће свирала у Сједињеним Државама током друге половине 20. века није се значајно разликовао од стила који се свирао на прелазу из 19. века. Ослобођен утицаја поп музике у Југославији и надолазећим независним републикама, и без велике количине имиграната који доносе нове методе и стилове, тамбурашка музика америчког стила, ау мањој мери, канадска тамбурашка музика остала је верна својим коренима.

### Гусле
На овом традиционалном гудачком инструменту свира се гусле. Она је првенствено укорењена у епској поезији са нагласком на важне историјске или патриотске догађаје. Традиционални је инструмент унутрашњости Далмације и Херцеговине, дела Босне и Херцеговине са претежно хрватским становништвом.
Гуслари су познати по величању одметника као што су хајдуци или ускоци давно минуле турске владавине. Андрија Качић Миошић, познати писац 18. века, компоновао је стихове у облику традиционалне народне поезије (десетерац). Његова књига Разговор угодни народа словинског постала је хрватска народна Библија која је од тада инспирисала бројне гусларе.

### Дипле
Дипле је традиционални дрвени дувачки инструмент у хрватској музици. Понекад се зове "Мих", "мјех", "мјесина" или само "дипле", свира се од Истре, Лике, преко далматинских острва и Приморја до Херцеговине. „Мих” се прави од штављене козје или овчије коже и састоји се од „дулаца” или „канела” кроз које се дува ваздух и „дипле” на којима се свира. Унутар „миха“ налазе се две трске са једном оштрицом. За разлику од гајди, „Мих“ нема „трубањ“ или „бордун“. Иако су веома слични, „михови“ из различитих крајева Хрватске ипак се разликују по типу појаца, по положају рупа или по неким ситним детаљима (нпр. орнаментима).

### Друге народне традиције
Народна музика Загорја, подручја северно од Загреба. Иако у овом крају постоји богат фонд народних песама, традиција се не негује и већину доступне загорске народне музике изводе аматерске групе. То се одражава и на квалитет музике, која се углавном своди на веселе веселе песме.
Народна музика Међимурја, малог, али посебног краја у најсевернијој Хрватској, са својим меланхоличним и умирујућим мелодијама постала је најпопуларнији облик фолка који се користи у модерним етно поп-роцк пјесмама. Поред цимбала и виолина, постоји и традиција дувачких оркестара који су некада имали важну улогу у културном свакодневном животу. С једне стране, били су темељ сваке регионалне прославе или свадбе, али с друге стране били су познати и по свирању на сахранама или погребним гозбама.
У Истри и Кварнеру домаћи инструменти попут сопила, цурла и дипле дају препознатљив регионални звук. Делимично је дијатонске природе по јединственој истарској лествици.

### Догађаји
Славонски град Пожега је домаћин познатог фестивала народне музике Златне жице Славоније, који је подстакао музичаре да компонују нове песме са далекосежним утицајима.
Градови Винковци и Ђаково, такође у Славонији, одржавају годишње фестивале фолклора (Винковачке јесени и Ђаковачки везови) на којима се као део традиције слуша и народна музика.
Славонски Брод одржава годишњи фестивал под називом Бродфест на којем се окупљају велики број тамбурашких састава.
Дубровачке летње игре представљају драмску музику и балет. Основано је 1950. године.
Осорске музичке вечери су основане 1976. године и одржавају се у јулу и августу. Игра класичне хрватске мајсторе.
Музичке вечери у Донату одржавају се током лета у Задру. Основан је 1961. године и свира се стара музику.

## Популарна музика

### Поп
Забавна музика Хрватске генерално подсећа на канцону у Италији, али укључује елементе домаће традиционалне музике. Хрватске дискографске куће производе много материјала сваке године, макар само да би попуниле бројне музичке фестивале. Посебно треба истаћи Сплитски фестивал који обично производи најпопуларније летње хитове.
Међу искусним поп певачима у Хрватској су: Мери Цетинић, Мишо Ковач, Иво Робић, Арсен Дедић, Винко Цоце, Зденка Вучковић, Дарко Домјан, Тереза Кесовија, Габи Новак, Ивица Шерфези, Оливер Драгојевић, Дорис Драговић, Радојка Шверко, Маја Благдан, и многи други. Такође, групе Магазин и Група 777 имају дугу каријеру.
Хрватска поп музика се прилично често слуша у Словенији, Босни и Херцеговини, Србији, Црној Гори и Северној Македонији због заједнице Југославије која је постојала до 1990-их. Насупрот томе, босански певачи попут Дина Мерлина и српског Ђорђа Балашевића имају публику у Хрватској, али и неки други. У скорије време турбо фолк – мрштени су естаблишментом неки музички критичари и друштвени коментатори – популарно је међу неким слојевима хрватске омладине. Остаје општа огорченост на турбо фолк јер се не емитује на државном радију и ТВ. Тамо где се може пренети на приватним продајним местима, то обично изазива снажну негативну реакцију оних који то не воле. Хрватске певачице које користе елементе турбо фолка су Северина и Јелена Розга.
Хрватска је редовни такмичар на Песми Евровизије. Још у Југославији, хрватска поп група Рива победила је на такмичењу 1989. године. Неки од осталих Хрвата који су наступили на Евросонгу су Данијел Поповић, Борис Новковић и Клаудија Бени.

### Рок
Најпопуларнији рок бендови активни током бивше Југославије били су Хаустор, Психомодо поп, Азра, Прљаво казалиште и Парни ваљак.
Постоји неколико прилично популарних и дуготрајних мејнстрим рок група као што су Црвена јабука, Атомско склониште, Аеродром, Тути фрути бенд, Далека обала, Ђаволи, Стијене, Море, Осми путник, Метак итд. Настали су 1970-их и 1980-их, и током већег дела своје каријере прибегли су блажем, мејнстрим поп-рок звуку. Занимљива је и сарајевска школа поп рока која је утицала на многе од ових бендова, а у којој су били и певачи попут Жељка Бебека који су касније радили у Хрватској.
Међутим, хрватски нови вал, који је експлодирао 1979/80. и трајао током 1980-их, многи сматрају врхунском марком хрватске рок музике, како по квалитету, тако и по комерцијалном успеху. Најутицајнији и најпопуларнији бендови Новог вала били су Азра, Хаустор, Филм, па и рано Прљаво казалиште. Друге запажене радње биле су Аниматори, Булдожер, Параф, Патрола итд.
Крајем 1980-их, подручје Истре постало је дом својеврсног Ча-вала, који је често користио чакавско нарјечје и елементе традиционалне музике с подручја Истре и Кварнера.
Сцена новог таласа је пропала до краја осамдесетих, да би је заменили придошлице попут; Тути фрути бенд, Далека обала, Мајке и Лауфер. Док је Далека обала носио поп-рок звук под утицајем Новог вала, хрватског попа, па чак и далматинског фолка, Мајке су биле бенд под утицајем бендова као што су Led Zeppelin или Black Sabbath, као и њихове српске колеге Партибрејкерс. Лауфер, предвођен Дамиром Урбаном, били су алтернативни рок бенд раних деведесетих који је узимао траг из гранџ покрета.
Лет 3 и КУД Идијоти су такође истакнуте рок групе, популарне како по музици, тако и по занимљивим, често контроверзним наступима и вратоломијама.
Почевши од касних 1980-их, фолк-рок групе ничу и широм Хрватске. Први се каже да је Вјештице, који је спојио међимурску народну музику са роком и поставио сцену уметницима попут Легена, Лидије Бајук и Дуње Кнебл. У исто време на другом крају Хрватске, у Истри, бенд Густафи почео је да свира свој чудни амалгамат рока и истарског фолка, али им је требало више од деценије да дођу до публике широм земље.
Сплитски метал бенд Осми путник такође је имао успеха у Хрватској и данас је популаран иу другим бившим југословенским републикама
Сисачки сурф рок бенд The Bambi Molesters је протеклих година стекао значајну међународну славу и често се проглашава као један од најбољих сурф рок бендова на свету данас.

### Денс
Плесна музика у Хрватској била је потомак локалне поп музике и више западних утицаја. Развио се током касних 1980-их и раних 1990-их, преузимајући трендове као што су евро диско и евроденс. Такође је покренуо талас уметника електронске музике, углавном хаус, техно и тренс.
Дино Дворник један је од пионира електронске музике на хрватском језику.
Певачица Вана се истакла кроз денс трио ЕТ, а музика Весне Писаровић има поприлично денс ритам.
Иако ЕТ и даље ради, неколико пута су мењали певаче и изгубили на популарности. Бенд Колонија је можда једини који је зајахао плесни талас 90-их и данас је један од најпопуларнијих извођача у Хрватској.

### Реп
Први реп бенд који је стекао широко и трајно признање био је The Beat Fleet (ТБФ) из Сплита, чији су чланови црпили инспирацију у тешким економским и друштвеним условима ратом разорене Далмације, која се не разликује много од америчких центара. Њихов чин је пратило мноштво загребачких уметника и група, инспирисаних америчким гангста репом. Посебно популарни су загребачки репери Болесна браћа, а донекле и дуо Неред & Стока.
Хрватски реп је добио много од чињенице да је Едо Маајка, босански репер, потписао уговор за издавачку кућу у Загребу. Недавно је репер познат као Шорти стекао велику популарност са песмама са јаким регионалним аромом његових родних Винковаца. На сцену је ушао и загребачки бенд Елементал.

### Остало
Тенденција комбиновања различитих елемената дуго је присутна и у класичнијој музици: опера Еро с онога свијета, коју је Јаков Готовац написао 1930-их, спојила је традиционалну музику динарских народа у научну форму и постигла велики успех.

## Класична музика
Класични музичари и композиције хрватских композитора углавном су слабо познати широм света иако су дали огроман и занимљив допринос током многих векова. Утицаји стила често су преузимани од суседних утицаја (Италија, Аустрија) или досељеника (у медитеранској Хрватској из Италије, а у Панонији (северна Хрватска) из Немачке и Чешке).
Хрватски композитори по тренутној актуелности у глобалним оквирима: (Можда ће се редослед у будућности променити, с обзиром на то да 95% композиције постоји у једном примерку – оригиналном рукопису, а ипак треба да се сачува од заборава, а затим изведе и снимљен на ЦД-у, а затим представљен међународној јавности)
- Ватрослав Лисински који се сматра зачетником хрватске националистичке музике компоновао је прву хрватску националну оперу Љубав и злоба и националну оперу Порин . Био је композитор великог потенцијала, али је живео у погрешно време на погрешном месту и био је жртва политички заснованих интрига.
- Иван Зајц компоновао је серију опера на италијанском, немачком и хрватском језику. Музика носи црте аутентичне италијанске мелодије, будући да је одрастао у хрватско-италијанском граду Фјуме (данашња Ријека). Његове инструменталне композиције – а има их доста – јавности су непознате, а ипак треба да их музиколози истраже и потом објаве.
- Фран Лотка – балет Ђаво у селу
- Јосип Штолцер Славенски Соната за виолину и клавир; Словенске игре за клавир;
- Јулије Бајамонти

Савремени композитори:
- Иво Јосиповић
- Милко Келемен
- Павел Дешпаљ
- Иво Малец
- Станко Хорват
- Марко Руждјак
- Дубравко Детони
- Игор Куљерић
- Дарко Хајсек

Хрватско друштво складатеља (ХДС) је главна организација која промовише модерну класичну музику у Хрватској.